# ウィリアム・ページ
ウィリアム・ページ（William Page、1811年1月3日 - 1885年10月1日）はアメリカ合衆国の肖像画家である。

## 略歴
ニューヨーク州のオールバニで生まれた。9歳で家族とニューヨークに移り、11歳の時、発明を支援するニューヨーク市アメリカン・インスティチュート（American Institute of the City of New York）から発明に対し賞を受けている。15歳でニューヨークの法律家の事務所で法律を学び始めるがすぐに辞め、肖像画家のジェームズ・ヘリングの元で絵を学び始め、1年たらず後には、設立間もない、ナショナル・アカデミー・オブ・デザインに入学しサミュエル・モールスの生徒となった。アカデミーで銀賞を受けるが、宗教に関心を移し、2年間ほど、長老派教会に入り、神学を学ぶが再び美術の世界に戻った。
1836年にアカデミーの会員になり、1844年から3年ほどボストンで暮らした後、ニューヨークに戻り、1849年頃イタリアに渡り、フィレンツェやローマに11年間滞在した。イタリアではフィレンツェに滞在していた詩人ロバート・ブラウニングとエリザベス・バレット・ブラウニングのような有名な人々の肖像画を描き、巨匠たちの作品を研究し、特にティツィアーノ・ヴェチェッリオの作品に関心をもったとされる。1860年にアメリカに戻った。
アメリカでは多くの肖像画を描き、1871年から1873年までは母校のナショナル・アカデミー・オブ・デザインの校長を務めた。1874年にシェークスピアのデスマスクを調べるとして再びヨーロッパを訪れた。
ニューヨークのスタテンアイランドのトッテンビル（Tottenville）で没した。
生涯を通じて、発明への関心が強く、ボートや銃に関する発明の特許を申請していた。絵画の評価では1860年までの作品は評価されているが、しばしば変わった画風が評価を困難にしている。

## 作品

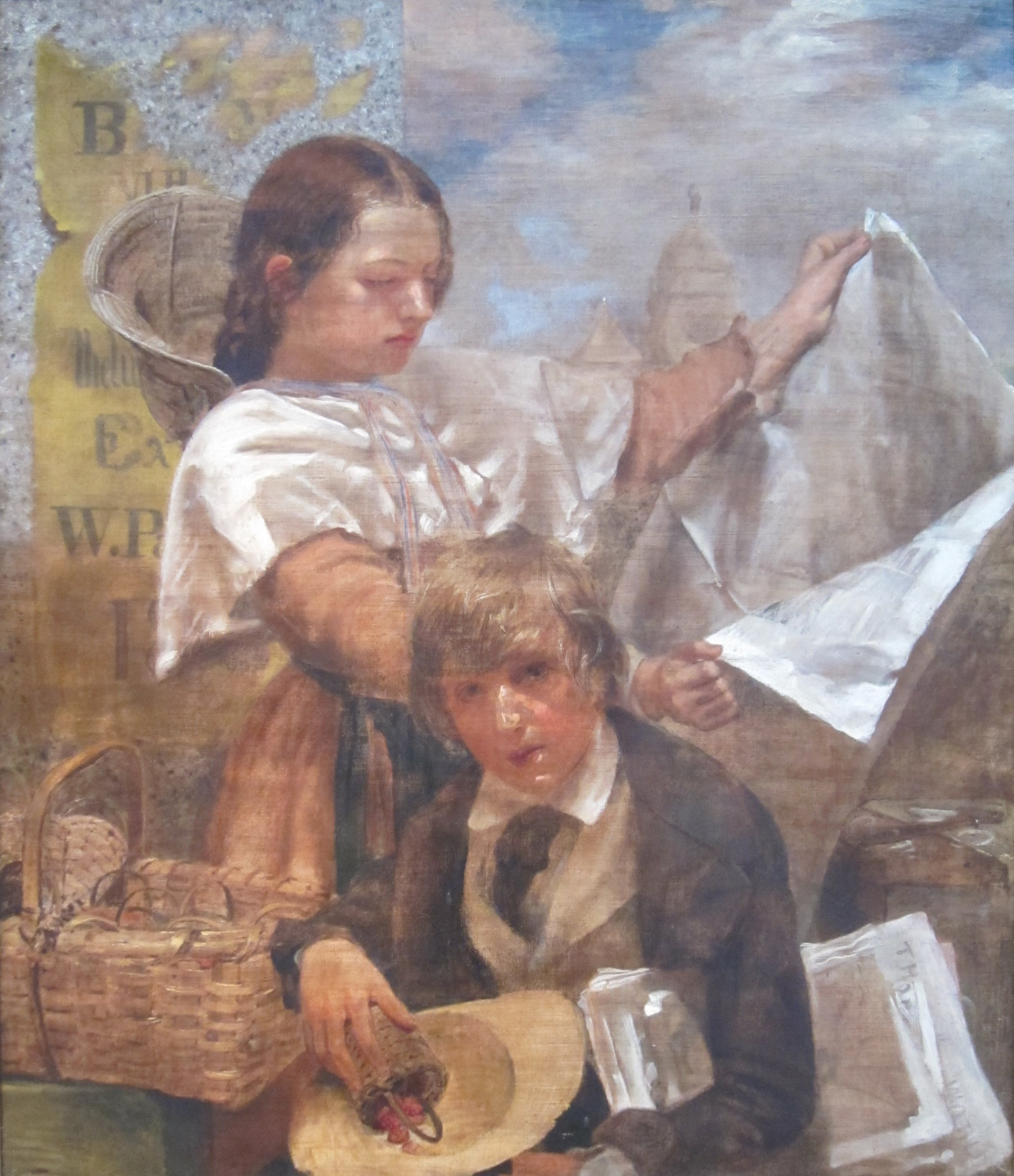
「若い商人」(1842)
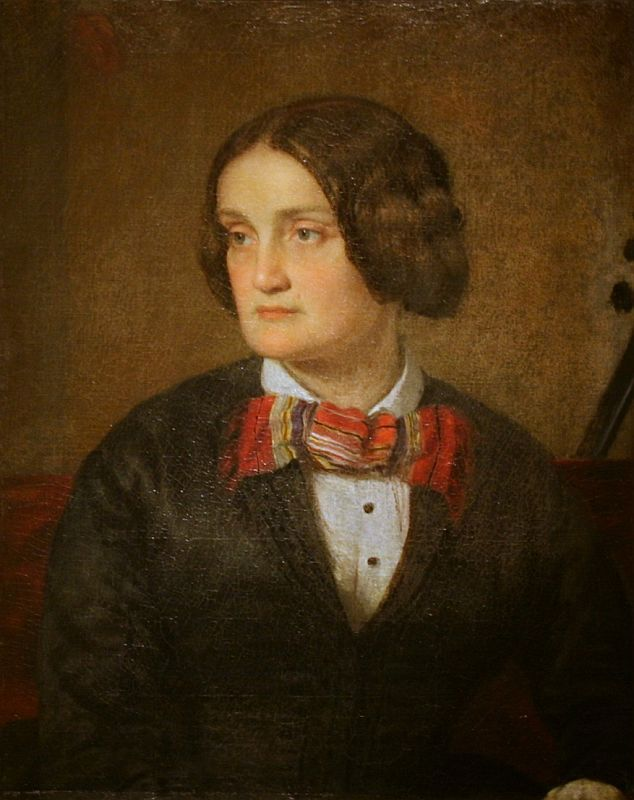
Charlotte Cushman-女優 (1853)
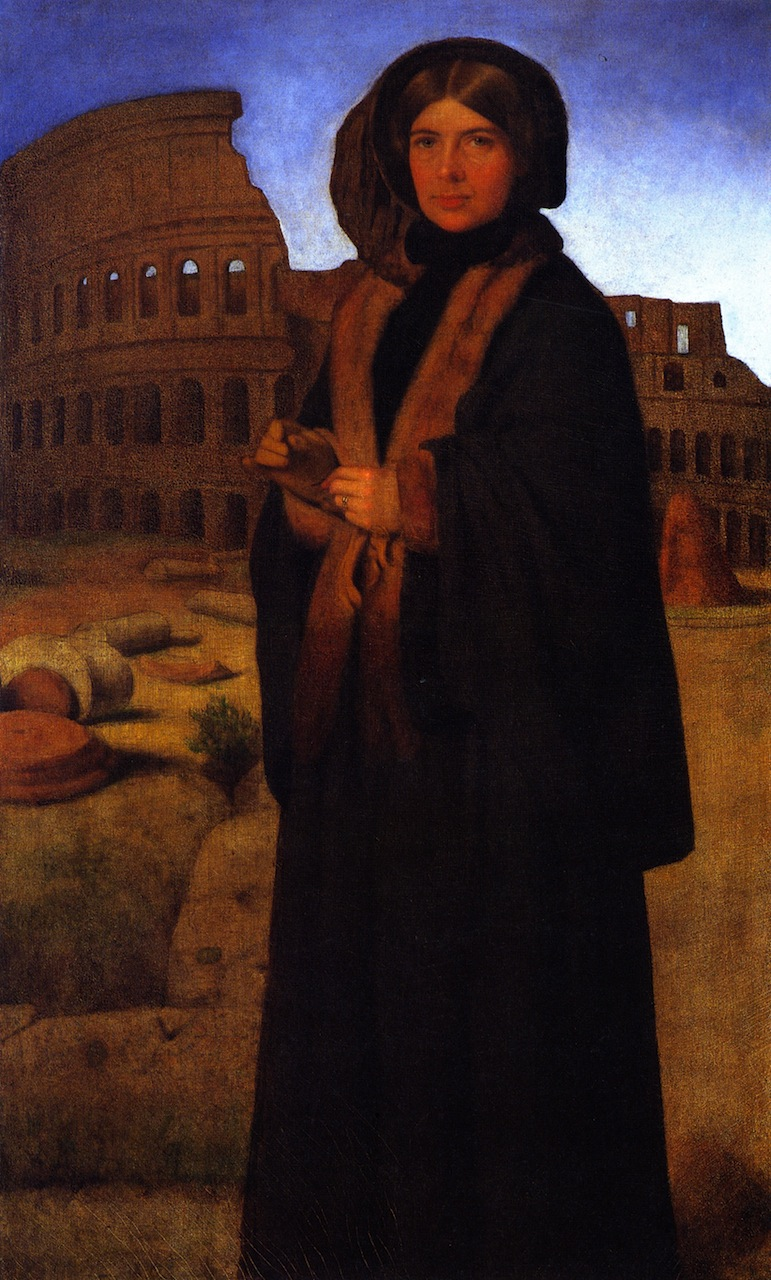
ページの夫人　(c.1861)
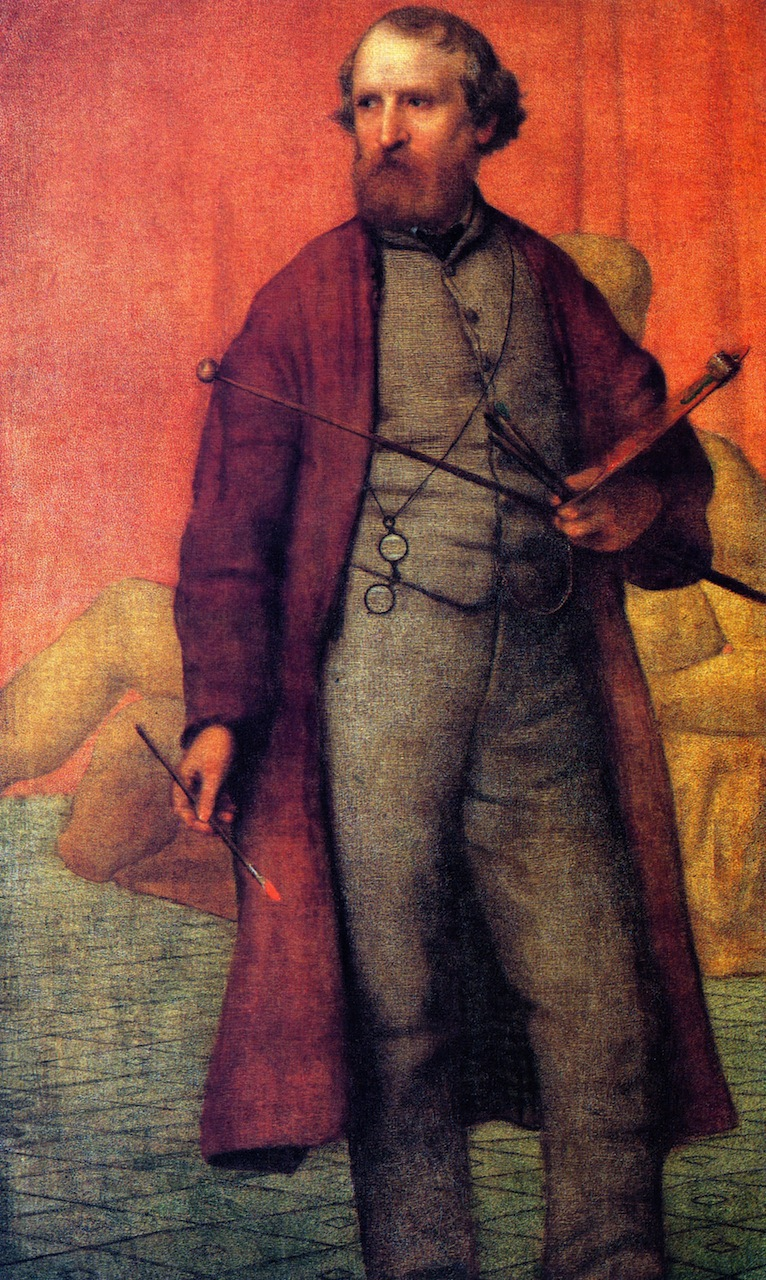
自画像 (c.1860)
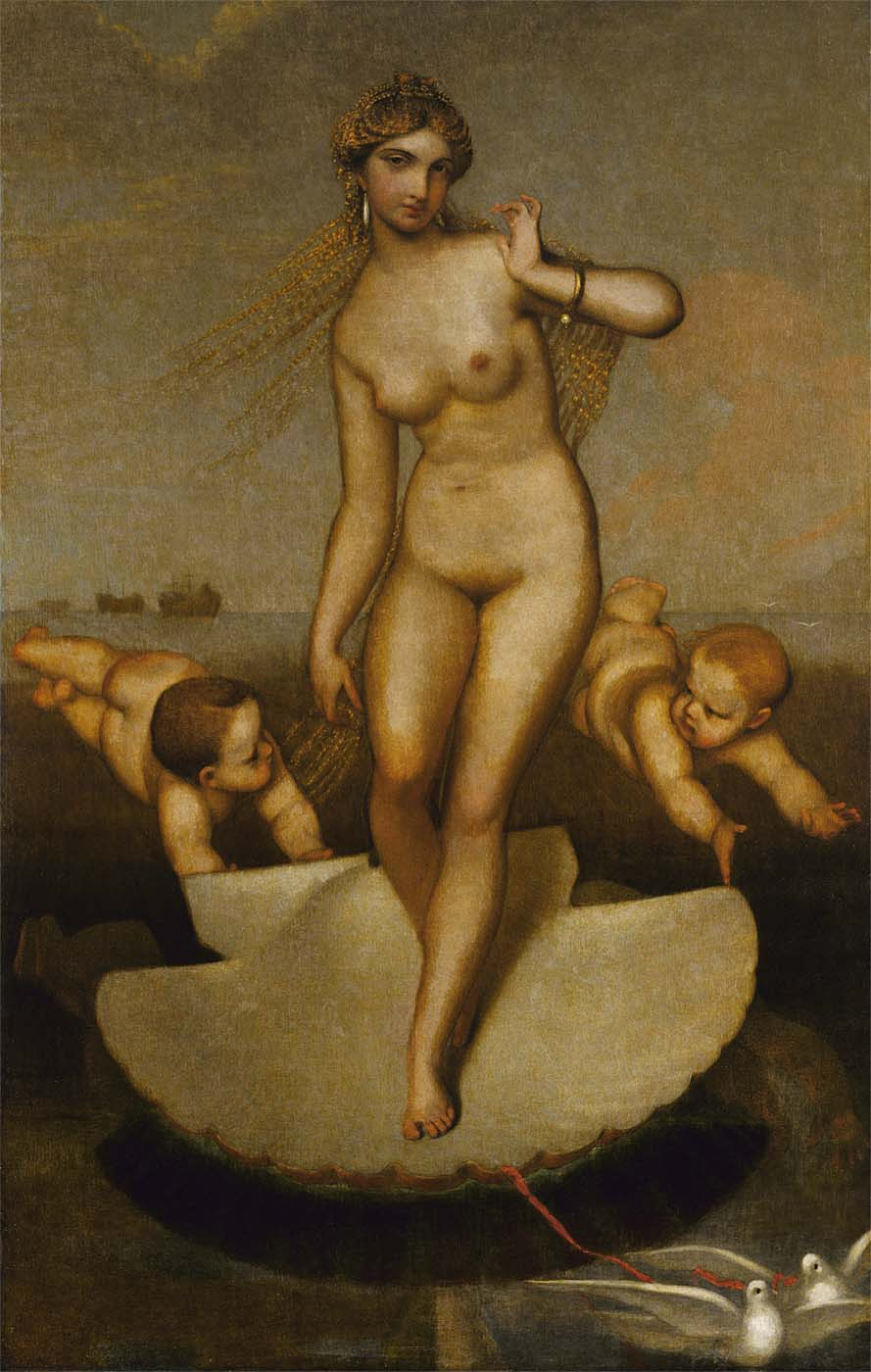
Venus Guiding Eneas and the Trojans to the Latin Shore
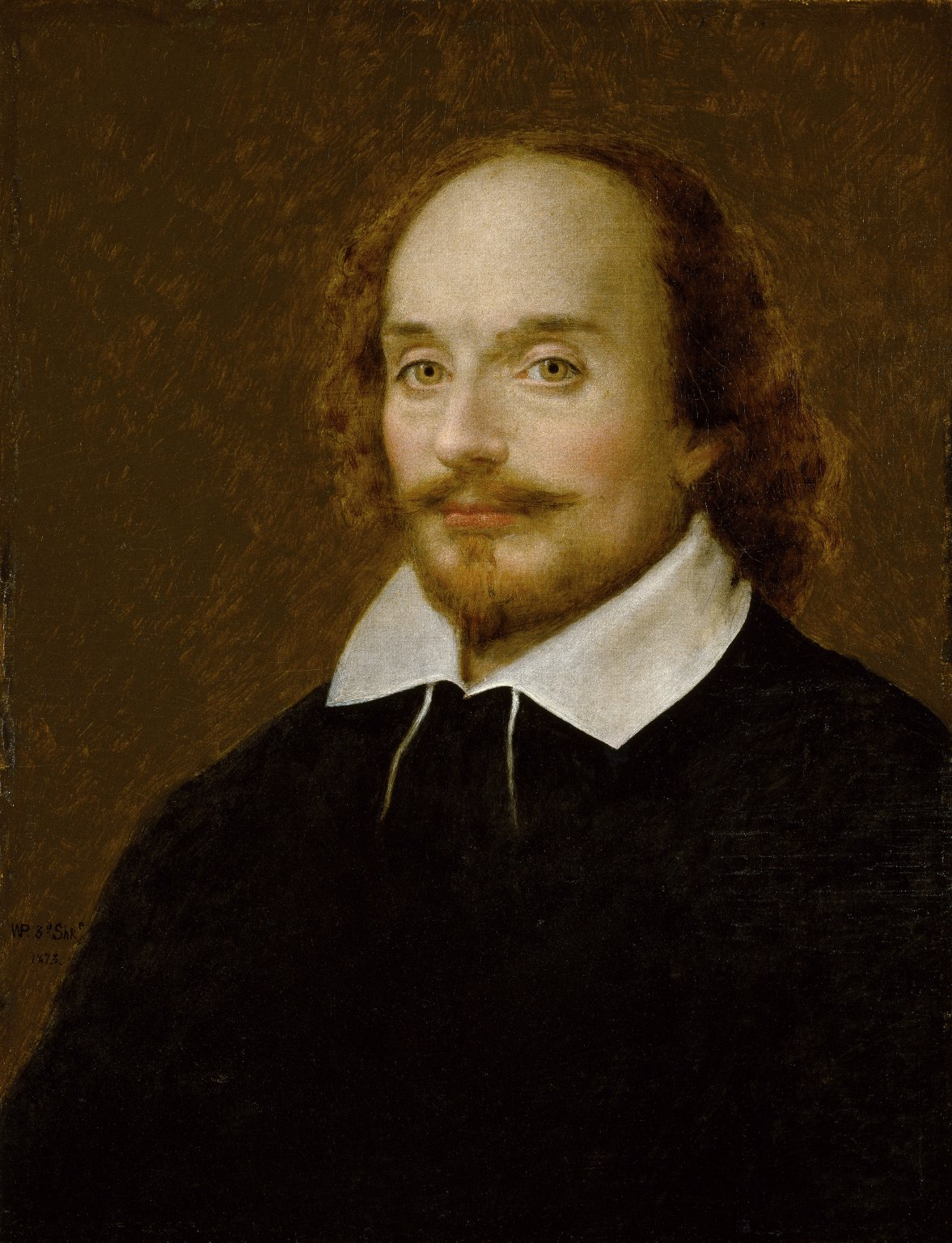
シェークスピア(1873)
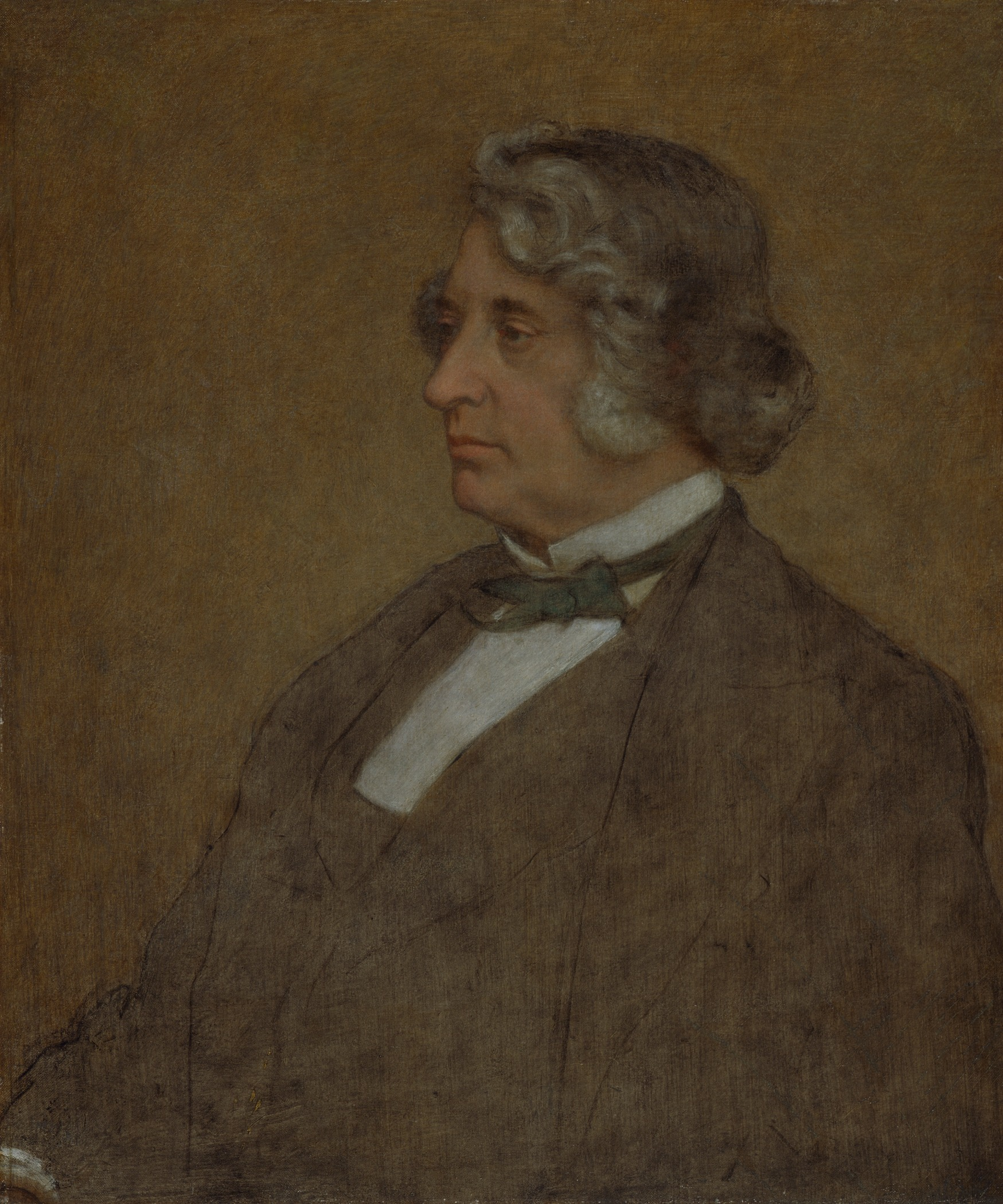
Charles Sumner-政治家 (1874)
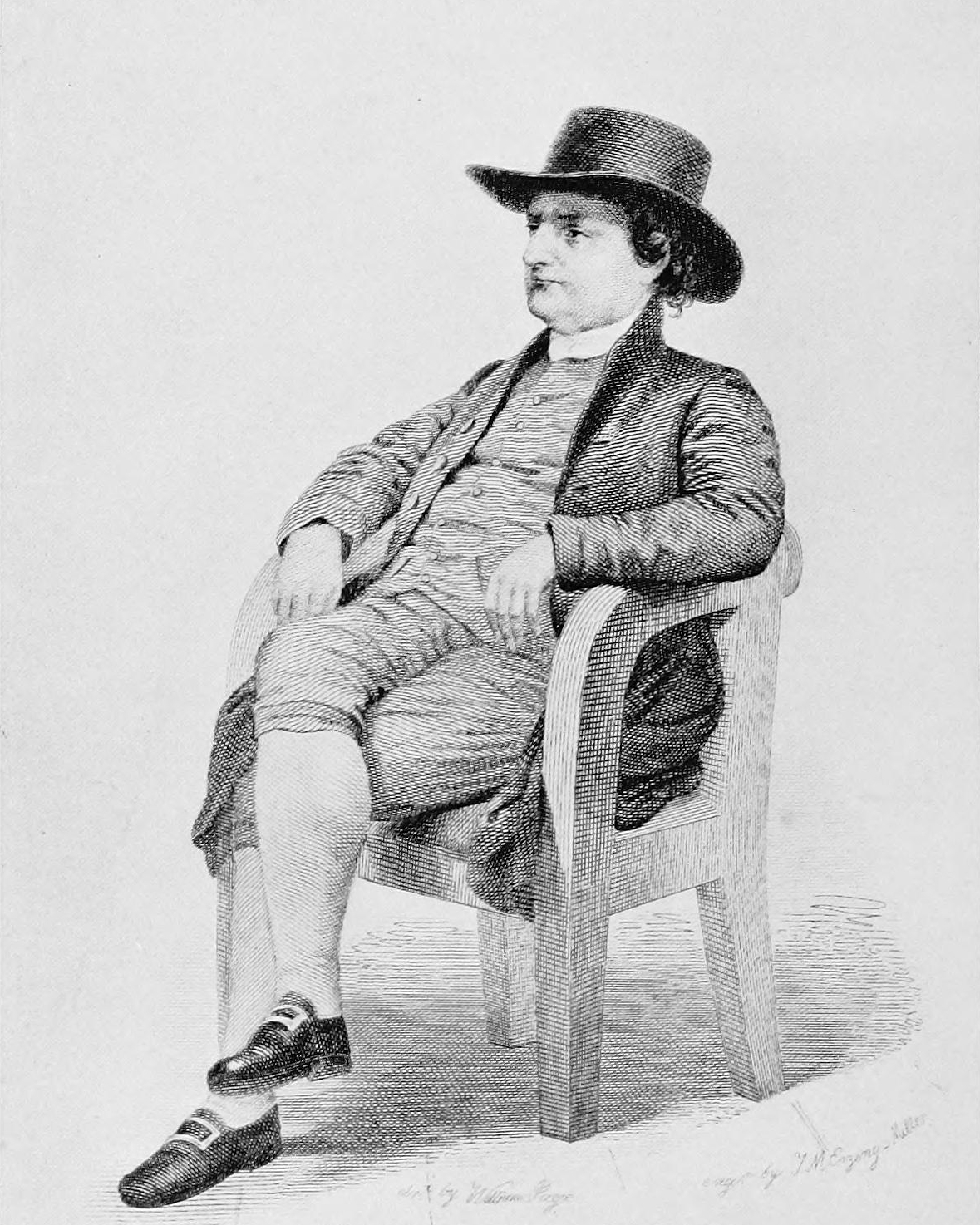
Isaac Hopper-奴隷制度廃止運動家